# Diclidurus ingens
Diclidurus ingens är en fladdermusart som beskrevs av Hernandez-Camacho 1955. Diclidurus ingens ingår i släktet Diclidurus och familjen frisvansade fladdermöss. IUCN kategoriserar arten globalt som otillräckligt studerad. Inga underarter finns listade i Catalogue of Life.
Denna fladdermus förekommer i norra Sydamerika i Guyana, Venezuela, Colombia, norra Brasilien och nordöstra Peru. Arten lever i låglandet och i kulliga områden upp till 200 meter över havet. Individerna jagar flygande insekter och flyger därför över floder, dammar eller träsk. Viloplatsen ligger antagligen i skogar eller i byggnader.